# Хемор
Хемор (њем. Hemmoor) град је у њемачкој савезној држави Доња Саксонија. Једно је од 57 општинских средишта округа Куксхафен. Према процјени из 2010. у граду је живјело 8.747 становника. Посједује регионалну шифру (AGS) 3352022.

## Географски и демографски подаци
Хемор се налази у савезној држави Доња Саксонија у округу Куксхафен. Град се налази на надморској висини од 5 метара. Површина општине износи 45,1 km². У самом граду је, према процјени из 2010. године, живјело 8.747 становника. Просјечна густина становништва износи 194 становника/km².

## Међународна сарадња
| Мјесто | Држава               | Врста сарадње | Од    |
| ------ | -------------------- | ------------- | ----- |
| Свафам | Уједињено Краљевство | партнерство   | 1968. |
|        | Француска            | партнерство   | 1968. |
| Извор  |                      |               |       |